# Paralía (Achaïe)
Pour les articles homonymes, voir Paralía.
Paralía, en grec moderne : Παραλία, est un village et un ancien dème du district régional d'Achaïe, en Grèce-Occidentale. Depuis 2010, il est fusionné au sein du dème de Patras.
Selon le recensement de 2011, la population du dème compte 9 987 habitants tandis que celle du village s'élève à 6 636 habitants.